# Serapirhiza sambucinolingua
Serapirhiza sambucinolingua là một loài thực vật có hoa trong họ Lan. Loài này được (Barla) Garay & H.R.Sweet miêu tả khoa học đầu tiên năm 1969.